# Poteet
Poteet è un centro abitato degli Stati Uniti d'America, situato nella contea di Atascosa dello Stato del Texas. Secondo il censimento effettuato nel 2010 abitavano nella città 3260 persone.
Fa parte della San Antonio Metropolitan Statistical Area. Il suo nome deriva dal primo gestore dell'ufficio postale della città, Francis Marion Poteet, che ricoprì questa mansione dal 1886.
Poteet deve gran parte della sua notorietà per aver dato i natali al noto cantante George Strait, soprannominato "il Re del country".

## Geografia
Poteet è situato a 29°02′N 98°34′W (29.0398, -98.5743), a 30 miglia (48 km) a sud dal centro di San Antonio, nel nord della contea di Atascosa. Viene attraversata dalla Farm Road 476 e dalla State Highway 16.
Secondo l'Ufficio del censimento degli Stati Uniti d'America la città ha un'area totale di 1,5 miglia quadrate (3,9 km²), costituiti completamente dalla terra ferma.

## Cultura

### Istruzione
Poteet fa parte del Poteet Independent School District, che include il Poteet High School.

## Società

### Evoluzione demografica

#### Censimento del 2000
| Anno       | Popolazione | ±%    |
| ---------- | ----------- | ----- |
| 1914       | 500         | Nota: |
| 1930       | 1,231       | Note: |
| 1940       | 2,315       | 88.1% |
| 1950       | 2,487       | 7.4%  |
| 1960       | 2,811       | 13.0% |
| 1970       | 3,013       | 7.2%  |
| 1980       | 3,086       | 2.4%  |
| 1990       | 3,206       | 3.9%  |
| 2000       | 3,305       | 3.1%  |
| 2010       | 3,260       | −1.4% |
| Stima 2015 | 3,419       | 4.9%  |

Secondo il censimento del 2000, c'erano 3 305 persone, 1 052 nuclei familiari e 810 famiglie residenti nella città. La densità di popolazione era di 2 224,2 persone per miglio quadrato (856,4/km²). C'erano 1 201 unità abitative a una densità media di 808,2 per miglio quadrato (311,2/km²). La composizione etnica della città era formata dal 64,99% di bianchi, lo 0,36% di afroamericani, lo 0,27% di nativi americani, il 30,11% di altre razze, e il 4,27% di due o più etnie. Ispanici o latinos di qualunque razza erano l'88,84% della popolazione.
C'erano 1 052 nuclei familiari di cui il 44,3% aveva figli di età inferiore ai 18 anni, il 47,1% erano coppie sposate conviventi, il 23,7% aveva un capofamiglia femmina senza marito, e il 23% erano non-famiglie. Il 21% di tutti i nuclei familiari erano individuali e l'11,8% aveva componenti con un'età di 65 anni o più che vivevano da soli. Il numero di componenti medio di un nucleo familiare era di 3,11 e quello di una famiglia era di 3,60.
La popolazione era composta dal 34,6% di persone sotto i 18 anni, il 10,2% di persone dai 18 ai 24 anni, il 25,6% di persone dai 25 ai 44 anni, il 17,7% di persone dai 45 ai 64 anni, e il 12% di persone di 65 anni o più. L'età media era di 29 anni. Per ogni 100 femmine c'erano 90,8 maschi. Per ogni 100 femmine dai 18 anni in su, c'erano 83,5 maschi.
Il reddito medio di un nucleo familiare era di 25 329 dollari, e quello di una famiglia era di 27 949 dollari. I maschi avevano un reddito medio di 23 929 dollari contro i 15 608 dollari delle femmine. Il reddito pro capite era di 9 368 dollari. Circa il 23,6% delle famiglie e il 28% della popolazione erano sotto la soglia di povertà, incluso il 33,1% di persone sotto i 18 anni e il 29,7% di persone di 65 anni o più.